# Provinca Pedernales
Pedernales (španska izgovarjava: [peðerˈnales]; Kremeni) je najjužnejša provinca Dominikanske republike. Vključuje tudi otok Beata. Od province Baoruco se je odcepila leta 1956. Približno dve tretjini njenega območja je del Narodnega parka Jaragua.

## Občine in občinski okraji
Provinca je bila 20. junija 2006 razdeljena na naslednje občine in občinske okraje (D.M.-je):
- Pedernales, glavno mesto province
  - José Francisco Peña Gómez (M.D.)
  - Juancho (M.D.)
- Oviedo

Spodnja tabela prikazuje števila prebivalstev občin in občinskih okrajev iz popisa prebivalstva leta 2012. Mestno prebivalstvo vključuje prebivalce sedežev občin/občinskih okrajev, podeželsko prebivalstvo pa prebivalce okrožij (Secciones) in sosesk (Parajes) zunaj okrožij.
| Občina              | Skupno prebivalstvo | Mestno prebivalstvo | Podeželsko prebivalstvo |
| ------------------- | ------------------- | ------------------- | ----------------------- |
| Oviedo              | 5,986               | 3,699               | 2,287                   |
| Pedernales          | 22,955              | 16,967              | 5,988                   |
| Provinca Pedernales | 28,941              | 20,666              | 8,275                   |

Za celoten seznam občin in občinskih okrajev države, glej Seznam občin Dominikanske republike. 